# Biclavigera subinterrupta
Biclavigera subinterrupta är en fjärilsart som beskrevs av Louis Beethoven Prout 1938. Biclavigera subinterrupta ingår i släktet Biclavigera och familjen mätare. Inga underarter finns listade i Catalogue of Life.